# Castanopsis argentea
Castanopsis argentea är en bokväxtart som först beskrevs av Carl Ludwig von Blume, och fick sitt nu gällande namn av A.Dc. Castanopsis argentea ingår i släktet Castanopsis och familjen bokväxter. Inga underarter finns listade.